# Komet (HSK 7)
El Komet era un barco mercante reformado y armado para la guerra comercial en la Segunda Guerra Mundial. La Kriegsmarine lo llamó Barco 45 (Schiff 45). Bajo la denominación de Crucero de Interferencia Comercial 7 (Handelsstörkreuzer 7, HSK 7), se empleó como crucero contra el trafico comercial. La Armada británica lo denominó Raider B.
Con ayuda de rompehielos soviéticos, el Komet pasó en julio de 1940 por la Ruta del Noreste al Pacífico. Allí atacó la isla Nauru, productora de fosfatos. Regresó a Hamburgo el 30 de noviembre de 1941, después de 516 días de navegación. El intento de salir de nuevo fracasó el 14 de octubre de 1942, cuando frente al Cabo de la Hague, el Komet fue torpedeado por una lancha motora inglesa y se hundió con toda su tripulación (251 hombres).

## ElEmsde la Norddeutschen Lloyd
El que después sería crucero auxiliar Komet fue botado el 16 de enero de 1937 como carguero Ems en el astillero Deschimag A.G. Weser de Bremen para el servicio sudamericano de la Norddeutschen Lloyd (NDL). Desplazaba 3.237 TRB, con una eslora de 115,5 m, una manga de 15,3 m y un calado de 6,5 m. Era el cuarto barco de la nueva clase Flüsse, de los que la NDL alistaría seis hasta 1939. Todos se construyeron en el mismo astillero, aunque tenían pequeñas diferencias entre sí. Los otros cinco se llamaron Memel (Cairo al ser botado en 1934), Saar (1935), Eider (1936), Iller (1938) y Lech (1939).

Perfil y planta del Komet con el Arado 196

El Ems se entregó a la NDL el 15 de abril de 1937. Con 40 tripulantes, se empleó en viajes a Brasil y Centroamérica. Con una capacidad de 4420 toneladas de peso muerto, tenía capacidad para 12 pasajeros e iba propulsado por dos motores diésel de seis cilindros del tipo MAN-Weser que daban una potencia de 3.900 caballos de fuerza (2.868 kW), que mediante un engranaje se transmitían a la hélice que permitía al barco una velocidad de servicio de 14,2 nudos y máxima de 16.
Al estallar la Segunda Guerra Mundial se encontraba el barco en Alemania y fue confiscado por la Kriegsmarine, que lo transformó en crucero auxiliar en los astilleros Howaldtswerke de Hamburgo. Como armamento recibió seis cañones de 150 mm SK L/45, dos de 3.7 cm SK C/30, cuatro antiaéreos de 2 cm FlaK 30/38/Flakvierling y seis tubos lanzatorpedos de 533 mm. Además incorporaba la pequeña lancha rápida de 11,5 t Dornier LS 2 (Meteorit), para labores de minado, y un hidroavión Arado 196A-1. El 2 de junio de 1940 se alistó el Ems como Schiff (barco) 41 Komet con una tripulación de 279 hombres.

## Operaciones

### Primer viaje
El Komet se hizo a la mar en Gdynia el 3 de julio de 1940. Con ayuda del rompehielos soviético Lenin, cruzó por el Paso del Noreste hasta el Pacífico. Allí operó con el Orion y otros barcos, bombardeando el 27 de diciembre las instalaciones de carga de fosfato de la isla Nauru y el 12 de marzo de 1941 se reunió con el Pinguin (HSK 5). Tras el hundimiento de este el 8 de mayo, quedó el ballenero Adjudant (ex Pol IX, apresado por el Pinguin) sin buque nodriza, por lo que la tripulación del Komet lo remodeló el 24 de mayo como minador, dotándolo de 20 minas del tipo TMB, del cañón de 60 mm L/18 y de dos cañones de 20 mm capturados antes de hundir el buque de pasaje británico de 16712 t MS Rangitane. Tras encontrarse con el Atlantis en el Pacífico, el Komet pasó al Atlántico por el Cabo de Hornos, arribando el 26 de noviembre en Cherburgo. Pasó el Canal de la Mancha para llegar a Hamburgo el 30 de noviembre de 1941, tras un viaje alrededor del mundo con 100.000 millas náuticas (185.000 kilómetros, con los que hubiera podido dar la cuatro veces y media la vuelta al mundo).

#### Barcos hundidos en su primer viaje de patrulla
|   | Nombre     | Tipo        | País        | Fecha                   | Arqueo (TRB) | Suerte sufrida                                                                               |
| 1 | Holmwood   | Carguero    | Reino Unido | 25 de noviembre de 1940 | 546          | más de mil ovejas a bordo, hundido (posición)                                                |
| 2 | Rangitane  | Pasajeros   | Reino Unido | 27 de noviembre de 1940 | 16.712       | hundido en colaboración con el Orion (posición), 16 muertos                                  |
| 3 | Triona     | Carguero    | Reino Unido | 6 de diciembre de 1940  | 4.414        | hundido en colaboración con el Orion (posición), 3 muertos, cargamento de abastos para Nauru |
| 4 | Vinni      | Carguero    | Noruega     | 7 de diciembre de 1940  | 5.181        | hundido, vacío                                                                               |
| O | Triadic    | Carguero    | Reino Unido | 8 de diciembre de 1940  | 6.378        | hundido por el Orion, un muerto, vacío                                                       |
| 5 | Komata     | Carguero    | Reino Unido | 8 de diciembre de 1940  | 3.900        | hundido, dos muertos, vacío                                                                  |
| O | Triaster   | Carguero    | Reino Unido | 9 de diciembre de 1940  | 6.032        | hundido por el Orion, vacío                                                                  |
| 6 | Australind | Carguero    | Reino Unido | 14 de agosto de 1941    | 5.020        | hundido (posición), 3 muertos                                                                |
| 7 | Kota Nopan | Carguero    | Holanda     | 17 de agosto de 1941    | 7.322        | enviado a Francia, llegó a Burdeos el 17 de agosto de 1941                                   |
| 8 | Devon      | Frigorífico | Reino Unido | 19 de agosto de 1941    | 9.036        | hundido (posición)                                                                           |

Esto supone para las campañas del Komet y del Orion una suma de hundimientos o capturas de 64.540 TRB en conjunto, o de 43.162 TRB solo para el Komet.
Esta cifra relativamente escasa de hundimientos se debe a que el Mando de Guerra Naval (Skl) envió al Komet al Pacífico, un océano con mucho menor tráfico marítimo que el Índico o el Atlántico, en los que actuaron por ejemplo los cruceros auxiliares Atlantis, Pinguin o Thor.

### Segundo viaje
Durante la preparación de su segundo viaje, el Komet recibió en 1942 nuevo armamento. Los viejos cañones Sk 15 cm L/45 se sustituyeron por nuevos Sk 15 cm L/48 C/36 de torpederos, con alcance de 17.000 m. Se pusieron cuatro antiaéreos de 3,7 cm y cuatro de 2 cm, manteniéndose los tubos lanzatorpedos. No se incluyeron minas ni cañones "defensivos", ni lancha rápida ni hidroavión. El Komet inició a principios de octubre de 1942 su viaje bajo el mando del capitán de navío Brocksien, con una tripulación casi completamente nueva.

### Final
El 14 de octubre de 1942, solo una semana después de salir de Hamburgo, el Komet fue hundido frente al Cabo de la Hague, por torpedos de la lancha rápida británica MTB 236 (en posición ). No sobrevivió ningún miembro de la tripulación.

## Descubrimiento del pecio
El pecio del Komet fue encontrado por el arqueólogo submarino Innes McCartney en julio de 2006 frente a Cabo de La Hague y en 2007 fue buceado y cartografiado. Está partido en dos y con la quilla hacia arriba.

## Comandantes
| 2 de junio de 1940 hasta febrero de 1942 | Capitán de navío / contraalmirante Robert Eyssen |
| Febrero hasta 14 de octubre de 1942      | Capitán de navío Ulrich Brocksien                |